# 李白濱
李白濱（1908年1月8日—1978年6月）。臺灣籍苗栗縣人。京都大學哲學系畢業，著名教育家。父親李祥甫，清朝秀才。

## 早年生活
父親李祥甫於日治時期因為不願入日本國籍，以致資產遭政府沒收。李白濱於1921年考入台中一中，旋因父親拒入日籍牽連，與兄金彤均遭退學，只得內渡中國閩南廈門繼續學業。1923年，李白濱進入廈門集美中學，1926年昇入南京東南大學附設高中。後考上廣東省公費生，續轉往日本深造，先後就讀日本第一高校、第八高校。最後畢業於日本京都帝國大學。

## 教育事業
畢業後，李白濱無視於日本政府對其堂兄弟二度紳章賞授及銅鑼鄉、三義鄉街庄庄長任命，毅然赴中國從事教育事業，之後寓居上海並結婚。其間於南京楓林橋測量局及商品檢驗局任職時，台灣知名作家吳濁流因躲避日警跟蹤曾一起同住。1946年，李白濱舉家返台，並於隔年任台北第二女中(今中山女中)教務主任，惟因與校方理念不同，主動辭職。同年8月返回家鄉苗栗縣，與首任銅鑼鄉長吳蘭森共同創設私立文林初級中學。雖經多方奔走，1948年後獲教育部核准立案，但不久又面臨無法經營被強迫悉數捐出。
1951年曾參選選首屆民選苗栗縣縣長。失敗後，李白濱繼續從事教育著作。其中，以十多種英文法為著稱。其中台中中央書局所發行之『現代英文法』，經台灣教育部審定而廣受各中學採納為教科書，再版五十多次，俗稱「李白濱英文法」。

## 參選經過
1951年，臺灣開始實施省縣地方自治，同階段當選首屆民選苗栗縣縣長的劉定國因具軍人身份，被判當選無效，重新公告選舉。由於各方人士再三敦促，李白濱乃登記競選縣長。
李白濱為臺灣客家人，在臺時即能客家話、臺灣話，又因在中國大陸與日本京都留學，更能操流利而標準的中國官話與日本語。客、台語雙聲帶政見發表，得到全縣文人的回應，尤其銅鑼鄉地區鄉親更是出錢出力為其助選，文成堂乃其競選總部，銅鑼李姓全體動員。
1951年7月7日投票結果，李白濱獲得第二高票（12,063票），僅次於黃焜發（13,644票），勝過賴順生（11,570票）等其餘五人。由於投票人數未達全縣公民數的半數，因而未能選出。7月20日進行第二次投票，李白濱獲得30,275票排名第一，高於賴順生（29,145票）與黃焜發（29,111票）。因無人過半數，於7月29日再進行第三次投票。第三次選舉結果，李白濱被迫放棄，共得25,162票，輸給賴順生的75,608票，失去首屆民選縣長的席位。
其間聲勢領先的李白濱只因為沒有國民黨籍（實乃青年黨）。當時羅春桂、羅黃小蘭夫婦（苗栗聞人黃南球女婿、女兒）挺李白濱最積極，不滿憲兵每天跟監，還與憲兵發生爭執；若干支持者被憲兵門口站崗，或慘遭拘捕數年。事後，臺灣省主席吳國楨給予省政府參議一職，予以安撫。